# Agrolândia (ort)
Agrolândia är en ort i Brasilien.   Den ligger i kommunen Agrolândia och delstaten Santa Catarina, i den södra delen av landet, 1 300 km söder om huvudstaden Brasília. Agrolândia ligger 397 meter över havet och antalet invånare är 8 275.
Terrängen runt Agrolândia är kuperad åt sydväst, men åt nordost är den platt. Agrolândia ligger nere i en dal. Runt Agrolândia är det ganska glesbefolkat, med 34 invånare per kvadratkilometer.. Det finns inga andra samhällen i närheten.
Omgivningarna runt Agrolândia är en mosaik av jordbruksmark och naturlig växtlighet.